# Just A Story From America
Albums de Elliott Murphy
Night Lights
(1976) Affairs
(1980)
Just A Story From America est le quatrième album studio d'Elliott Murphy.
Sorti en 1977, l'album a été réalisé par Robin Geoffrey Cable et enregistré aux studios Studios Air à Londres. Il s'agit du premier et unique album de Murphy paru sous le label Columbia, et du dernier album produit pour une major avant que l'artiste ne quitte le circuit traditionnel de l'industrie musicale.
L'album a été enregistré avec des musiciens de renom, parmi lesquels Phil Collins, qui allait devenir le leader de Genesis, et l'ancien guitariste des Rolling Stones Mick Taylor.
Paul Nelson chronique l'album pour Rolling Stone, et décrit Elliott Murphy comme un artiste « autrefois surestimé, aujourd'hui sous-estimé ».

## Histoire
Columbia fait la publicité de l'album dans une pleine page de Rolling Stone avec le slogan « He could write a book, but he chose rock and roll instead. » (Il pourrait écrire un livre mais il choisit le rock à la place). Très vite, l'artiste ironise sur ce slogan en affirmant au journaliste Paul Nelson : « Je leur ai dit de plutôt mettre “He couldn't write a book” (Il ne pourrait pas écrire un livre), je ne suis pas sûr qu'on fasse encore de la place à l'écriture dans le rock.»
L'album, bien qu'apprécié par la critique, marque la fin de la carrière d'Elliott Murphy au sein de l'industrie musicale. Après une tournée désastreuse, et malgré les efforts de ses managers pour relancer sa carrière, l'artiste apprend à la fin de l'année 1978 que Columbia ne souhaite pas renouveler son contrat pour un nouvel album. En 1979, ruiné et endetté, Murphy disparait de la scène médiatique et retourne vivre chez sa mère. Il dira :

« J’aime dire que je suis passé de plusieurs mois dans les suites du Beverly Hills Hotel à dormir sur un lit de camp dans la cuisine de ma mère. (…) Quand le toit s’est effondré sur moi, quand je suis tombé de cette montagne du rock’n’roll, ça a été très dur. Elvis était mort, le disco prenait le pouvoir et les punks hurlaient. Et chanteur-compositeur était devenu un gros mot. »

## Liste de pistes
Toutes les chansons sont écrites et composées par Elliott Murphy.
| No | Titre                       | Durée |
| -- | --------------------------- | ----- |
| 1. | Drive All Night             | 3:37  |
| 2. | Summer House                | 3:20  |
| 3. | Just A Story From America   | 2:32  |
| 4. | Rock Ballad                 | 5:04  |
| 5. | Think Too Hard              | 3:30  |
| 6. | Anastasia                   | 5:10  |
| 7. | Darlin’ (And She Called Me) | 3:49  |
| 8. | Let Go                      | 3:43  |
| 9. | Caught Short In Long Run    | 4:49  |

## Musiciens
- Elliott Murphy : guitare, harmonica, harmonium, claviers, marimba, orgue, tambourin, chant ;
- Phil Collins : batterie ;
- Dave Markee : guitare basse ;
- Peter Oxendale : piano et orgue.

Musiciens invités :
- Mick Taylor : guitare (sur Rock Ballad) ;
- Chris Mercer & Steve Gregory – Saxophones (sur Drive All Night) ;
- Morris Pert : Percussions ;
- Barry DeSouza : batterie (sur Caught Short In The Long Run) ;
- Mike Maran : piano et orgue (sur Caught Short In The Long Run) ;
- Chœur de garçon de la cathédrale Saint-Paul de Londres, dirigé par Barry Rose : chœurs sur Anastasia ;
- Richard Hewson : arrangements pour les cordes frottées (sur Summer House et Anastasia)
- Nicky Harrison : arrangements pour la flûte à bec (sur Rock Ballad)
- Geraldine : « chuchotements solo »
- Nick Carraway voices : chœurs[n 1].

1. ↑  Nick Carraway est un personnage de fiction tiré de Gatsby le Magnifique de F. Scott Fitzgerald, c'est donc par facétie qu'Elliott Murphy glisse sous nom parmi les crédits de l'album.

## Réception critique
À sa sortie l'album est chroniqué par Paul Nelson dans Rolling Stone. Le journaliste regrette que l'artiste « autrefois surestimé » soit désormais « sous-estimé ». Il loue le « talent incorrigible d'Elliott Murphy » et un album « parmi les meilleurs de l'année ». Le critique apprécie particulièrement les chansons Anastasia, et qualifie de « cosmique » l'idée d'« un appel téléphonique depuis l'au-delà pour explorer une perte de l'innocence à la fois personnelle et collective », Just A Story From America, qui « sonne comme une adaptation par Paul Simon  pour le top 40 d'An American Tragedy de Theodore Dreiser », Caught Short in the Long Run « dont le refrain brise le cœur », et Rock Ballad avec son solo de guitare par Mick Taylor.

Pour William Ruhlmann, sur AllMusic : 

« Dès Drive All Night, le ton est donné : un rock entraînant porté par un orgue Farfisa rappelant Del Shannon, tandis que les paroles reflètent le même sentiment d’aventure juvénile sur l’asphalte qu’évoque si souvent Springsteen. Cependant, la vision artistique de Murphy est plus urbaine et littéraire que celle du Boss. Ses histoires courtes mises en musique mettent en scène des personnages volontairement artistiques, cherchant une évasion aussi bien spirituelle qu’économique.
Murphy assume, comme toujours, ses influences : il cite une phrase de Raymond Chandler sur la pochette du disque, crédite Nick Carraway (le narrateur de Gatsby le Magnifique de F. Scott Fitzgerald) pour les chœurs, et mentionne des noms du cinéma comme Errol Flynn et Rhett Butler. Si Dylan utilise ces références pour créer un effet comique et absurde, et que Springsteen prend à cœur la vie des héros de sa ville natale, Murphy, lui, cherche à bâtir un équivalent rock & roll des romans et des films qu’il adore.
Il est tout aussi sérieux que ses pairs, mais adopte aussi une certaine distance par rapport aux scènes qu’il décrit. Ainsi, lorsqu’il écrit une ballade rock, il l’intitule simplement Rock Ballad. Il ne laisse jamais son public oublier qu’il assiste à un spectacle, ce qui va peut-être à l’encontre de l’authenticité et de l’émotion brute censées définir le rock. Mais c’est précisément son intention : dans l’univers de Murphy, Gatsby le Magnifique est une rock star, et la vie est un film »

.
Robert Christgau donne la note de C- à l'album, et écrit, en référence à la chanson Anastasia : « Si quelqu’un peut écrire une ballade rock dédiée à une princesse russe déchue rendue célèbre par Ingrid Bergman [...] Pourtant, cette chanson est l’épitomé embarrassant d’un album où Murphy paraît privilégié plutôt que sensible, présomptueux plutôt qu’ambitieux, et à peine plus à l’aise avec le rock & roll que Roderick Falconer,. »
En 2021, la revue Billboard fait figurer Drive All Night parmi son top 100 des meilleures chansons sur les voitures à la quatre-vingt-onzième place : « Le rythme effréné de la chanson ne ralentit jamais, tandis que les chœurs et les paroles de Murphy évoquent les grands classiques de la pop sur l’automobile de Jan & Dean et des Beach Boys, »

### Citations originales
1. ↑  « I like to say I went from living for months at a time at the Beverly Hills Hotel to sleeping on a cot in my mother’s kitchen. … When the roof fell in on me, when I fell off that rock ’n’ roll mountain, it was very tough. Elvis was dead, disco was taking over, and the punks were screaming. And singer-songwriter was a dirty word. »(Spurgeon 2024)
2. ↑  « Once overrated now underrated »
3. ↑  « Murphy remains an incorrigible talent and this record is one of the best of the year »
4. ↑  «Drive All Night sets the scene early, an uptempo rocker paced by a Farfisa organ reminiscent of Del Shannon, while the lyric reflects the same sense of youthful adventure via a fast car on a highway that Springsteen describes so often. Murphy's artistic vision is more urban and literary than Springsteen's, however, his short stories in song concern self-consciously arty characters bent on an escape as much spiritual as economic. Murphy is, as ever, up-front about his influences, putting a line from Raymond Chandler on the LP sleeve, crediting "Nick Caraway" (the narrator of F. Scott Fitzgerald's The Great Gatsby) for background vocals, and dropping movie names including Errol Flynn and Rhett Butler. If Dylan uses names like that for comic and absurd effect, and Springsteen is serious about the lives of his hometown heroes, Murphy is deliberately creating a rock & roll equivalent for the novels and movies he loves; he's serious, too, but he also has a perspective on the scenes he describes. Thus, when he writes a rock ballad, he calls it "Rock Ballad." He never lets his audience forget that it is watching a show, which may go against the supposed authenticity and emotional directness of rock. But that's the point. In Murphy's world, the great Gatsby is a rock star, and life is a movie.»
5. ↑  « If anyone can write a rock ballad to a deposed Russian princess made famous by Ingrid Bergman it's Murphy [...]. Instead, the song is the embarrassing epitome of a record on which Murphy sounds spoiled instead of sensitive, presumptuous instead of ambitious, and about as comfortable with rock and roll as Roderick Falconer. »
6. ↑  « The song’s racing pace never lets up, as Murphy’s backing vocals and lyrics evoke the great pop car classics of Jan & Dean and the Beach Boys. »

## Sources
- (en) William Ruhlmann, « Just A Story From America, review », sur Allmusic (consulté le 8 février 20205)
- (en) Paul Nelson, « Elliott Murphy, Just A Story From America », Rolling Stone,‎ 19 mai 1977
- (en) Paul Nelson, « Elliott Murphy's career : this side of paradox », Rolling Stone,‎ 16 juin 1977
- (en) Robert Christgau, « Just A Story From America », dans Christgau's Record Guide: Rock Albums of the Seventies, 1981